# Авраам Єгипетський
Авраам Єгипетський або Мінуфський — єгипетський монах-відлюдник, коптський святий IV століття. День пам'яті — 21 травня (30 баваба за єгипетським календарем). 

## Життєпис
Згідно з його житієм, Авраам був родом з Мінуфа в дельті Нілу. Його батьки були християнами і займали високе положення. Досягнувши повноліття, пішов в Ахмім і у віці 23 роки став учнем Агафона Мовчуна. Залишався у старця впродовж 16 років. Спочатку він не прийняв чернечих обітниць. За наказом братії він пішов з пустелі в долину Нілу, ловив рибу і на гроші від її продажу постачав кіновію бобами. Його побратимом по обителі був Феодор - учень Пахомія Великого. Всі відомості про життя і подвижництво Авраама відомі тільки з синаксара; деякі сюжети з його участю увійшли в «Apophthegmata Patrum».